# Maa Kheru
Maa Kheru (Antico egiziano: mꜣꜥ ḫrw) è un'espressione appartenente al lessico dell'Antico Egitto, derivata da Maat, la dea che impersona il concetto di verità e giustizia. La frase viene tradotta come "vero di voce" o "giustificato". Veniva utilizzata come titolo per i defunti, ponendola dopo il nome nelle iscrizioni, sui documenti e nei cartigli.
La frase è collegata alle credenze sull'aldilà dell'antica religione egizia, e si riferiva a quelle anime che, avendo superato la pesatura del cuore, ovvero essendo state giudicate "giuste" (giustificate) e "sincere" (vere di voce), avevano potuto accedere all'aldilà.